# Palmodes minor
Palmodes minor är en biart som först beskrevs av F. Morawitz 1890.  Palmodes minor ingår i släktet Palmodes och familjen grävsteklar. Inga underarter finns listade i Catalogue of Life.